# Irene de les Filipines
La irene de les Filipines(Irena cyanogastra) és una espècie d'ocell de la família dels irènids. Es tracta d'un endemisme de les Filipines. Es troba a Luzon, Cataduanes, Polillo, Bohol, Leyte, Samar, Dinagat, Mindanao i Basilan. La seva densitat poblacional és menor en àrees habitades i en general les seves poblacions es troben en descens degut a la destrucció de l'hàbitat.
Viu en boscos amb arbes de fulla perenne i a les seves vores, fins als 1.500 metres d'altitud. És molt poc comuna en boscos secundaris, cosa que demostra poca tolerància a la degradació de l'hàbitat.